# Åke Wärnström
Karl Tore Åke Wärnström (ur. 29 grudnia 1925 w Österåker, zm. 6 czerwca 2018 w Katrineholm) – szwedzki pięściarz. Reprezentant kraju podczas igrzysk olimpijskich w 1952 w Helsinkach.
Na igrzyskach w Helsinkach wystąpił w turnieju wagi piórkowej. W pierwszej przegrał ze złotym medalistą Jánem Zacharą z Czechosłowacji.